# Budō
 (octobre 2014).
 (décembre 2010).
 (novembre 2014).

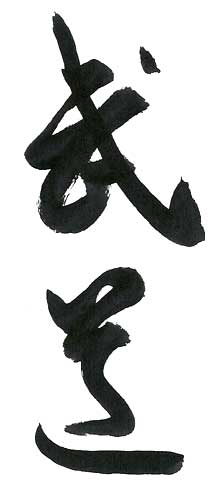
Budo.

Les budō (武道) sont les arts martiaux japonais apparus entre le milieu du XIXe siècle et le milieu du XXe siècle. En japonais, bu (武) signifie « la guerre » et dō (道) signifie « la voie ». Les budō les plus connus en Occident sont le karaté-do, le judo, l’aïkido et le kendo. L'emploi du kanji 道 (dō) vise à distinguer les budō des bujutsu (武術), techniques guerrières employés par les samourais, tels que le jūjutsu, l'aikijūjutsu et le kenjutsu (jutsu (術) se traduit par « technique » ou « art »). Les budō ont été créés à partir des bujutsu mais ils s'en distinguent en ce qu'ils sont des arts martiaux à buts éducatifs plutôt que de véritables arts de guerre à employer sur le champ de bataille.
Un budoka (jap. 武道家) est un guerrier au sens noble du terme, un combattant expert en arts martiaux, ou plus modestement un pratiquant de budō.
Un budokan est par ailleurs un dojo où l'on pratique les budō.

## Origines du termebudō

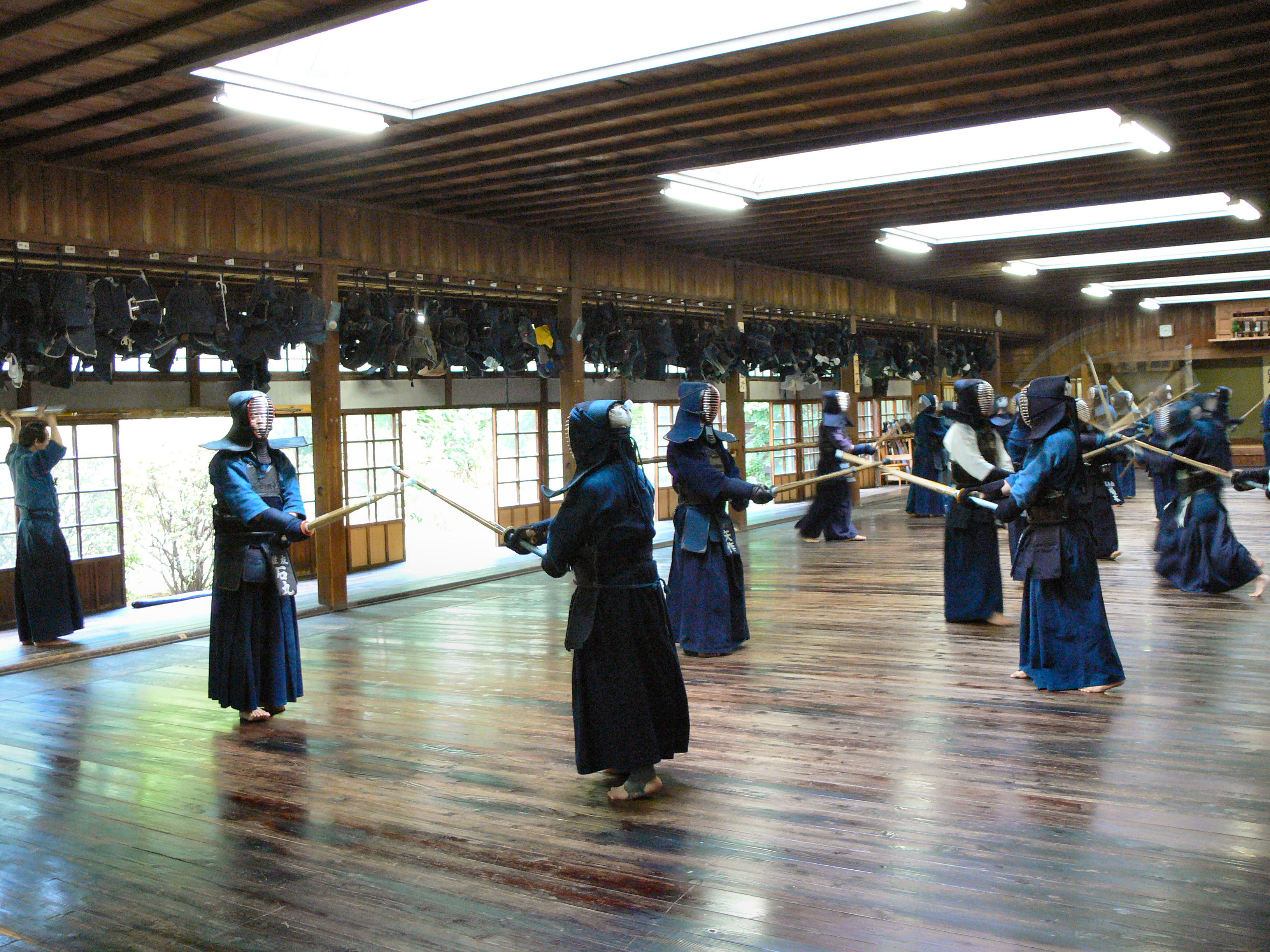
Noma dōjō, à Tokyo.

Si le terme budō apparaît exceptionnellement dans certains écrits antérieurs à l'ère Meiji (1868-1912), souvent dans le sens de bushidō, c'est à cette époque que le terme prend le sens qu'on lui connait aujourd'hui.
On peut attribuer le terme à Jigorō Kanō, fondateur du judo, le premier des budō. En effet, le travail de Kano consista d'une part à combiner et codifier d'anciennes techniques de jūjutsu en un tout cohérent conçu pour l'éducation scolaire, et d'autre part à faire accepter l'introduction des arts martiaux dans le cursus scolaire aux officiels de l'époque. La mauvaise image du jūjutsu, lié à la période pré-Meiji de conflits continus entre samouraïs traditionalistes et progressistes et ayant mené nombre d'anciens samouraïs à la délinquance, aurait poussé Kano à renommer son art Judo, ou Kodokan Judo pour être précis, plutôt que jujutsu. C'est dans cet esprit que certains arts se verront temporairement renommés en « dō » avant que celui-ci disparaisse à nouveau comme le sumo-do ou le naginata-do.
Kano fut fortement influencé par l'idéologie de Herbert Spencer, et à une époque ou le Japon faisait de grands efforts de modernisation par l'introduction massive des idéologies et technologies occidentales, il est raisonnable de penser que la dimension éducative des budō a été fortement influencée par la pensée occidentale de la fin du XIXe siècle. Le choix du kanji 道 (la voie) pour remplacer le kanji 術 (la technique) s'inscrit dans cette démarche d'évolution de techniques de guerre vers des méthodes éducatives.
S'ensuit un mouvement de normalisation des pratiques martiales durant la première moitié du XXe siècle ou de nombreux arts martiaux se verront renommés et intégrés à une liste "officielle" liée au gouvernement, à la Dai Nippon Butokukai, puis de nos jours à l'association du Nippon Budōkan. Les 9 budō officiels aujourd'hui sont: le judo, le karatedo, le kendo, le sumo, le kyudo, l'aikido, le shorinji kempo, le naginata et le jukendo.
D'autres arts sont considérés de manière populaire comme des budō : le iaido ou le nippon kempo, bien qu'ils ne soient pas reconnus comme tels par l'association du Nippon Budokan (les différentes écoles d'Iaido sont généralement considérées comme des kobudō, budō anciens).

## Liste des principaux Budō
Le Budō est une forme de culture physique japonaise qui tire ses origines de l'ancienne tradition du Bushido (littéralement, «la voie du guerrier»). Les pratiquants du budō développent des compétences martiales techniques tout en s'efforçant d'unifier l'esprit (Shin), la technique (Gi) et le corps (Tai); développer leur caractère; renforcer leur sens de la morale; et de cultiver un comportement respectueux et courtois. Ainsi, le budō sert de chemin vers la perfection de soi. Le "Budō", en tant que terme général, fait référence aux disciplines des arts martiaux japonais modernes composées du Judo, Kendo, Kyudo, Sumo, Karatedo, Aikido, Kinomichi, Shorinji Kenpo, Naginata, Jukendo et Yoseïkan Budo
- Judo (柔道)
- Kendo (剣道)
- Kyudo (弓道)
- Sumo (相撲)
- Karatédo (空手道)
- Aikido (合気道)
- Shorinji Kenpo (少林寺拳法)
- Naginata (なぎなた)
- Jukendo (銃剣道)
- Battodo (抜刀道)
- Daido Juku Kudo (大道塾空道)
- Iaido (居合道)
- Jieitai Kakutojutsu (自衛隊格闘術)
- Jodo (杖道)
- Jujutsu Brésilien (ブラジリアン柔術)
- Kosen Judo (高専柔道) - Shichitei Judo (七帝柔道)
- Nihon Kenpo (日本拳法)
- Sambo (サンボ)
- Shintaido (新体道)
- Shinkendo (真剣道)
- Shinei Taido (親英体道) - Shinwa Taido (親和体道)
- Soseido (相生道)
- Sport Chanbara (スポーツチャンバラ)
- Taido (躰道)
- Taihojutsu (逮捕術)
- Taizendo (躰全道)
- Tankendo (短剣道)
- Yoseïkan Budo (養正館武道)

## Historique desbudō
Les techniques guerrières (bujutsu), les arts de la guerre (bugei), développés durant le Moyen Âge japonais, se sont transformés à la suite de trois phénomènes.
D'abord, l'arrivée des armes à feu, rendant caduques un certain nombre de conceptions de la guerre. Les armes à feu (teppō) sont arrivées vers la fin du XIVe siècle de Chine, mais leur utilisation est restée très limitée (essentiellement utilisées par les clans Hōjō et Takeda). Ce sont les Portugais, arrivés au milieu du XVIe siècle, qui vont répandre l'usage de fusils de bien meilleure qualité.
Ensuite, deux siècles de paix interne de l'ère Edo (1600–1868), durant lesquels les techniques guerrières se détournent du combat de masse et évoluent vers le raffinement et les duels ; les guerriers (bushi) deviennent des fonctionnaires (samouraïs).
Enfin, l'ère Meiji (à partir de 1868) vit la disparition du système féodal, et notamment de la caste des guerriers (samouraïs).
À partir du milieu du XIXe siècle, certaines personnes (notamment Jigoro Kano, Morihei Ueshiba et Gichin Funakoshi) prennent conscience que, loin d’être devenues inutiles, les techniques guerrières avaient encore un rôle éducatif et promotionnel international. C'est ainsi que les jutsu (術, « techniques ») sont devenus des dō (道, « voies ») : le kenjutsu (escrime) laissa sa place au kendo ; le jūjutsu (techniques de souplesse) donna naissance au judo et à l'aïkido ; le kyujutsu donna naissance au kyūdō (tir à l’arc) ; enfin, le karaté, qui fut introduit dans les années 1920 en provenance d'Okinawa et qui ne fut reconnu comme budō que quelques années plus tard).
Les anciens bujutsu sont parfois nommés koryū, « ancienne école », tandis que les arts martiaux modernes sont qualifiés de gendai budō.

## Efficacité,bujutsuetbudō
L'efficacité est une question que tout pratiquant quelque peu passionné par les arts martiaux est amené à se poser tôt ou tard. Une mise en perspective historique est nécessaire pour aborder ce thème.
L'efficacité en situation de guerre véritable sur un champ de bataille à l'époque féodale n'était pas un simple questionnement intellectuel, mais une question de survie. Dans le Japon féodal, Les kakuto bugei désignaient les arts (gei) de guerre (bu) véritables (kakuto) que les bushi (hommes de guerre) devaient pratiquer.
Il en existait cinquante dont plusieurs étaient théoriquement obligatoires. Bokkuto-kenjutsu, l'escrime avec sabre en bois ; iaijutsu, l'art de dégainer et trancher avec le sabre ; battojutsu, l'art de la coupe au sabre ; kyujutsu, l'art du tir à l'arc ; hei-ho, la stratégie militaire ; naginatajutsu, l'art de la hallebarde ; bojutsu, la technique du bâton ; juttejutsu, la technique de la barre de fer avec crochet ; kodachijutsu, l'art du sabre court ; jujutsu, l'art de la souplesse dans le combat à mains nues ; yoroi-doshijutsu, l'art du couteau qui perce les armures ; tessenjutsu, l'art de l'éventail de guerre ; shurikenjutsu, l'art de lancer des projectiles (shuriken) ; yawarajutsu, la lutte au corps à corps avec un ou deux yawara (un cylindre de la largeur d'une main) ; kusarigamajutsu, l'art de la faucille (kama) ; sôjutsu, l'art de la lance avec lame droite ; ken-bujutsu, l'art de l'escrime en combat réel.
À cela, il faut ajouter des activités artistiques et d'autres bugei, selon le rang. Par ailleurs, et c'est là un aspect essentiel, tout art martial s'inscrit dans un contexte historique aux conditions anthropologiques précises (vêtements, armements, us et coutumes…).
Ainsi, les nombreuses défenses contre des saisies de la main que pratique toujours l’aïkido sont directement issues de la préoccupation des samouraïs de se défendre contre un ennemi qui les aurait empêché de dégainer leur sabre.
Les attaques aux articulations en jūjutsu, koppojutsu se comprennent par le simple fait qu'un samouraï portait une armure dont les jointures étaient les points les plus faibles.
Un samouraï portait le katana (sabre long) et le wakisashi (sabre court), mais aussi un tanto (poignard) dans son obi. Les clés exercées sur un bras dans l'aikijūjutsu ou le jūjutsu devaient impérativement avoir une efficacité telle qu'il était impossible de se servir du tanto de l'autre main.
Lorsque Jigoro Kano fonda le judo en 1882, il retira du jūjutsu tout ce qui était jugé dangereux, amorçant le passage des bujutsu aux budō. Ainsi, dans le jūjutsu traditionnel, il existait des techniques de clés, de projections, d'étranglements, de frappes et des techniques de saisies spécifiques.
Les budō n'ont donc pas pour objectif l'efficacité telle qu'on pouvait la concevoir au Moyen Âge (puisque le contexte historique et anthropologique a changé) ou telle qu'on pourrait la concevoir, aujourd'hui, dans une société en guerre.
Les aspects purement martiaux sont absents ou peu pratiqués dans les différents budō (avec des nuances à apporter en fonction de l'art considéré).
En premier lieu, il y a le travail contre plusieurs adversaires armés ou pas, qui attaquent en même temps, et non en attendant gentiment leur tour. Puis, les défenses contre tous les types d'attaques mêmes multiples et simultanées (doubles ou triples), les contre-défenses et contre-prises (défense sur la contre-attaque de l'adversaire qui lui-même se défendra de nouveau, etc.). On travaille aussi les défenses dans tous les types de situation, dans des lieux ou sur des terrains variés. Le maniement de diverses armes, parmi lesquelles kenjutsu, tantojutsu, yarijutsu et naginatajutsu. Tanto shiharadori, est la pratique à main nue contre des armes, c'est-à-dire une défense contre un poignard véritable ou shinken shiharadori, une défense contre un sabre véritable). Finalement, l'utilisation des 33 armes naturelles du corps humain, qui sont souvent plus efficaces que le poing fermé d'une seule manière, les frappes et les pressions sur les points vitaux, les saisies par la peau, les oreilles, la trachée et les attaques aux membres, etc.
Le passage de certains budō aux sports a bien évidemment accentué ce phénomène. Les règles d'un sport de combat visant à se prémunir contre toute attaque ou attitude martiale.
Pour conclure, les budō n'ont pas pour but l'efficacité en situation réelle comme leurs ancêtres, les bujutsu, mais plutôt le perfectionnement de soi-même à travers la pratique de techniques issues des arts de guerre du Japon féodal. C'est le sens et la promesse du terme do.

## Concepts communs auxbudō
Chaque budō est différent. Toutefois, ils sont tous globalement issus de la même culture (même s'il y a des métissages, comme pour le karaté), et leurs ancêtres, les bujutsu, avaient tous en commun la recherche de l'efficacité martiale ; les mêmes causes entraînant les mêmes effets, même si les formes varient. On retrouve donc des concepts communs à tous les budō :
- bun bu ichi, « les arts, le guerrier ne font qu'un » : durant la période Edo, les shoguns Tokugawa ont promu les arts (calligraphie, ikebana…) afin de canaliser la violence des guerriers et d'introduire un certain raffinement ; les arts sont depuis considérés comme faisant partie de la formation des guerriers ;

« [L'Occidental moyen] s'était habitué à considérer le Japon comme une contrée barbare tant qu'il se consacrait aux arts délicats de la paix ; il le tient aujourd'hui pour un pays civilisé depuis qu'il massacre allègrement sur les champs de bataille de Mandchourie. Combien de commentaires n'a-t-on pas consacrés au code des samouraïs, à cet art de la Mort pour lequel nos guerriers se sacrifient avec tant d'exaltation ! Alors que la voie du thé, laquelle incarne au mieux notre art de la Vie n'a guère suscité d'intérêt. »

— Okakura Kakuzō, Le Livre du thé (The Book Of Tea) (1906), Picquier poche,  (ISBN 978-2-87730-851-9), p. 26-27
- dojo : le lieu où se pratique la voie. Au Japon, les dojos sont dans des temples. Dans tous les cas, même s'il est situé dans un gymnase, un dojo n'est pas considéré comme une salle de sport ni d'entraînement, mais comme le lieu où est transmis l'enseignement du budō ;
- kata : un kata est une forme, un enchaînement de techniques seul ou à deux, permettant de travailler certaines techniques dangereuses ou certains savoir-être (postures, mouvements…) ;
- ki : on peut imager le ki comme étant la concentration. Il s'agit en fait d'un concept ésotérique plus vaste (cf. infra) ;
  - kiai : cri permettant l'« unification du ki ». D'un point de vue rationnel, ce cri permet la gestion du souffle au cours de l'effort et aide à la coordination des mouvements ; d'un point de vue ésotérique, cela consiste à « frapper l'adversaire » de son ki ;
- kihon : un kihon est mouvement de base de la pratique. Par exemple, au karaté, les kihon sont les postures et les frappes, au judo, ce sont les prises… Les kihon sont mis en œuvre dans les katas, dans des entraînements à deux (kumi-) ainsi que dans des « applications » (le mouvement est transposé à une situation proche du réel) ;
- kumi- : le kanji kumi (組) signifie « groupe », « classe ». Il est utilisé comme préfixe pour indiquer un entraînement à deux, en général sous la forme d'assauts : kumite (assaut à mains nues) au karaté, kumijo (technique de bâton contre bâton) et kumitachi (technique de sabre contre sabre) à l'aïkido ;
- ma ai : gestion du rythme et de la distance :
  - rythme : s'accorder au rythme de l'adversaire, être « dans son mouvement », permet de le déséquilibrer ou de le frapper au moment opportun ;
  - distance : être suffisamment loin pour ne pas être atteint (distance de sécurité), être suffisamment près pour pouvoir atteindre l'adversaire ; la distance « juste » varie selon la discipline (contact en judo, distance d'un coup de pied en karaté, distance des sabres croisés en kendo) et selon les circonstances (si l'on se place dans un « angle mort », shikaku, on peut être très près sans rien risquer) ;
- omote et ura : les écoles d'arts martiaux (ryū) avaient deux parties, une publique, dite omote, et une privée, dite ura. Il y avait des techniques omote qui étaient démontrées en public ou aux personnes de passage, surtout les techniques les moins efficaces, les plus directes, et des techniques ura qui n'étaient enseignées qu'aux élèves fidèles et avancés, les techniques les plus fines. Omote est souvent devenu un synonyme pour « de face » tandis que ura a souvent pris le sens de « par derrière » ;
- rei et étiquette : salut traditionnel en inclinant le buste, voir Salut en budō. Code de courtoisie et hiérarchie ;
- reishiki : étiquette, conventions garantes du respect entre partenaires, de l'intégrité physique et psychologique lors de la pratique ;
- sen : pourrait se traduire par « initiative »[8] ;
  - go no sen : le défenseur riposte à l'attaque, mais avant que l'attaquant ait complètement développé son mouvement ;
  - sen no sen : anticipation de l'attaque adverse, contre-attaque simultanée à l'attaque ;
  - sensen no sen : anticipation de l'attaque, similaire à une « attaque préventive ». L'adversaire est déjà concentré sur l'attaque qu'il veut faire et peut donc difficilement riposter à l'attaque préventive, contrairement à une situation de go no sen où la personne attaquée est en état de vigilance et peut riposter à l'attaque ;
- shisei : « position juste », on cherche à toujours rester équilibré, ce qui impose de maintenir le dos droit et de travailler avec les jambes (on parle souvent de mouvement de hanches, koshi sabaki) ;
- zanshin : attention, vigilance, le fait de ne jamais se relâcher, de prendre en compte l'environnement ;
- metsuke : le regard pour englober l'ensemble de l'environnement sans se fixer sur un seul élément, d'autre part pour travailler le mental afin de ne rien laisser transparaitre de celui-ci ;
- kokoro : le cœur, l'esprit, l'audace, l'honnêteté, la sincérité (terme difficilement traduisible) ;
- seme : la menace, construction de l'attitude exprimant la capacité de réaction instantanée.

## Les grades dans lesbudō
Dans les koryu/kobudo, on distingue généralement trois types d'enseignement: shoden, le niveau débutant, chuden, le niveau moyen et okuden, le niveau avancé et 2 types de diplômes: l'autorisation d’enseigner jusqu'à un certain niveau (shoden chuden, okuden) puis la maîtrise totale de l'art (menkyo kaiden). Les techniques okuden étaient en général enseignées uniquement aux élèves internes (uchi deshi). Un élève ayant suivi l'enseignement complet se voyait donc délivrer le menkyo kaiden, certificat lui permettant d'enseigner, soit en succédant au maître, soit en fondant sa propre école.
L'évolution des budō et leur modernisation ont rendu nécessaire l'adaptation de ce système. En effet, les techniques okuden sont maintenant enseignées à tous niveaux, puisqu'il n'y a plus de nécessité de confidentialité ni de concurrence guerrière entre les écoles ; d'autre part, les pratiquants contemporains, et notamment les non-Japonais, ont besoin d'étapes intermédiaires. Jigoro Kano créa donc les grades kyu et dan en s'inspirant du système de grade du shogi (jeu d'échecs japonais).

## Budōet spiritualité
Dans leur forme originelle, les budō sont empreints de bouddhisme zen, de taoïsme et de shintoïsme (religion traditionnelle), d'abord en raison de leurs origines. Les écoles, ou ryu, se basaient sur des principes secrets mystiques (mikkyo), notamment pour les techniques secrètes (okuden) enseignées uniquement aux étudiants les plus fidèles. Puis l'importance de l’énergie vitale (ki), de la respiration (kokyu), du ventre (hara) qui est le siège du centre des énergies (seika tanden, équivalent du dantian chinois, ou « champ du cinabre »), enfin en raison de la volonté de leurs créateurs d’éduquer les jeunes aux valeurs traditionnelles et au respect.
Le recours à la spiritualité était également un moyen de codifier les descriptions des techniques afin que les écrits (sous forme de rouleaux), soient incompréhensibles par les non-initiés. Les écrits n'étaient ainsi en apparence que des élans mystiques mais étaient en fait des métaphores : le « reflet de la lune sur le lac » pouvait désigner la distance entre les combattants, les « deux sommets » pouvaient désigner les coudes…
Enfin, dans l'idéal, le samouraï devait renoncer à la vie. C'était à la fois une preuve de l'engagement total au service de son maître, mais aussi une garantie de garder son calme et donc son efficacité en combat, en n'ayant rien à perdre ou à craindre. Cette dimension métaphysique forte s'accompagnait bien évidemment d'une grande religiosité.
Le concept le plus difficile à saisir pour un occidental est sans doute celui de « vide » (le vide est un des cinq éléments de la tradition japonaise). La vacuité dans les budō peut se vulgariser par les notions suivantes :
- non-pensée : ne pas se troubler l’esprit pour ne pas déformer sa perception du monde, oublier la peur pour combattre efficacement. L’esprit est similaire à un lac reflétant le ciel, s’il est agité (par les émotions), il déforme l’image perçue (d’où l’expression mizu no kokoro, le « cœur semblable à l’eau »). Le combattant qui a un but, celui de frapper son adversaire, restreint sa liberté ; à l'inverse, celui qui n'a pas de but, et notamment celui qui ne veut pas nuire, est libre d'agir à sa guise, il est donc vainqueur ; c'est un autre sens de la non-pensée ;
- non-action (équivalent du wei wu wei, « agir sans agir », des arts martiaux chinois) : ne pas s’opposer à l’attaque mais la guider, percevoir l’intention de l’adversaire sans laisser paraître ses propres intentions ; ainsi, l’attaque est maîtrisée au moment même où l’adversaire la formule dans son esprit, l’action se termine avant d’avoir commencé ;
- non-être : agir non pas en opposition avec l'adversaire et l'environnement, mais au contraire en s'unissant à eux, c'est-à-dire ne pas s'opposer à l'attaque mais la guider, et prendre en compte les contraintes de l'environnement ; d'un point de vue mystique, on ne peut vaincre l'univers ni se vaincre soi-même ! Mais en s'unissant à l'adversaire et à l'univers, on perd son identité (non-être) ;
- le vide est une métaphore de l'esprit, car comme lui, il est immatériel, insaisissable ; « frapper le vide » signifie donc frapper l'esprit. Prenons par exemple le cas d'une coupe de sabre qui s'effectuerait non pas sur l'adversaire, mais devant lui. Cette coupe provoque un réflexe de recul, un effroi, le sabre a donc frappé le vide au sens propre (fendu l'air) comme au sens figuré (intimidation). C'est un des sens de l'expression « sabre instrument de vie » (par opposition à l'instrument de mort) ;
- en bouddhisme, l'existence et la non-existence sont la même chose, ce qui est caché relève de la non-existence alors que ce qui est apparent relève de l'existence. Ainsi, dans la croyance de la réincarnation, l'être avant la naissance est de la non-existence, et la naissance est la révélation de cette non-existence, qui devient alors existence. Dans le budō, on peut dire que l'intention est non-existence et que le geste est existence, c'est une seule et unique chose qui est d'abord cachée puis révélée. Le combattant doit donc tenter de percevoir l'existence (les mouvements de l'adversaire), mais aussi la non-existence (l'intention qui précède les mouvements).

De manière synthétique, un des éléments fondamentaux du combat est d'agir en fonction des événements (en « harmonie avec la nature »), et pour cela, il ne faut pas avoir d'a priori mais être ouvert et lucide — non-pensée, non-action et non-être.
Cette dimension a, dans certains cas, été totalement mise de côté, notamment avec le judo de compétition et le karate full-contact. Dans certains cas, elle est au contraire fortement mise en avant encore de nos jours, notamment dans l'aïkido et le kyūdō.

## Application desbudōà la vie courante
Dès le XVIIe siècle, des écrits de guerriers — notamment le Traité des cinq roues de Miyamoto Musashi — mentionnaient le fait que les principes de l'art du sabre étaient les mêmes que les principes de la stratégie, et pouvaient aussi s'appliquer à toutes les activités de la vie (artisanat, commerce…).
Le passage des jutsu vers les dō est l'ultime consécration de ce principe : en travaillant l'art martial, l'humain s'améliore, et cette amélioration a des répercussions sur sa vie de tous les jours. Ainsi, le budō ne s'arrête pas aux portes du dojo mais doit « emplir la vie » du budōka (pratiquant de budō). Par exemple, la posture juste (shisei) — dos droit et travail avec les jambes — n'est pas différent des postures d'ergonomie (soulever une charge le dos droit en utilisant les muscles des jambes), et une bonne posture du dos permet d'éviter des douleurs dues à une posture assise prolongée. Le principe d'adaptation (« non-pensée ») est un principe très général applicable partout. Et ainsi de suite.
Bien que le budō ait abandonné la notion de confrontation, la notion d'amélioration de l'humain est intimement liée à la notion de combat. Pour faire une analogie avec la gymnastique, un mouvement de gymnastique permet de progresser que s'il est effectué correctement : placement du corps, respiration, équilibre, précision du mouvement… De même, un mouvement — mouvement de base, kihon, ou enchaînement codifié, kata — ne permet de progresser que s'il est effectué correctement, c'est-à-dire s'il est « efficace » dans le contexte d'un combat. La moindre erreur mène alors potentiellement à la mort. Ainsi, c'est bien cette notion originelle de combat à mort qui est derrière la progression dans les budō, et donc dans la vie quotidienne, même si la dimension de combat et a fortiori, de mort, est totalement absente de la pratique.
Dans cette logique, pour faire face aux défis contemporains, le Japon a puisé dans sa culture de la stratégie, inspiré de principes éducatifs occidentaux, pour concevoir un modèle de création de connaissance qui fournit des pistes pour un renouveau dans la gestion des organisations.

## Controverses sur l'origine du terme - "Arrêter la lance"
Le Kanji bu est composé de deux parties, signifiants de nos jours « lance » et « arrêter », et est donc souvent interprété par « arrêter la lance ». Cependant, le kanji n'est pas une entité dont le sens correspond à la somme de ses parties et cette interprétation n'a pas de fondement historique ou linguistique. Les défenseurs de la théorie « hokodome », de « hoko » (戈) la lance, et « tome/dome » （止) arrêter, arguent très simplement que le Kanji « bu » est l’association des Kanjis signifiant « lance » et « arrêter », signifiant donc « arrêter la lance », bien entendu, dans un but pacifique. L’interprétation de « Hoko », lance, est acceptée par nombre d'experts japonais comme chinois et ne pose donc pas de problème. En revanche, l'interprétation du Kanji 止 pose beaucoup plus de problèmes. De nombreux linguistes s'accordent sur le fait qu'il représente une trace de pas dans le sol. Cette trace de pas est par la suite interprétée dans le sens de stopper (à l'arrêt), ou marcher, selon les théories. Il est donc possible d'interpréter ce caractère par « arrêter la lance », mais également par « marcher avec une lance ». Si la nuance agressive du second cas est claire, elle n'en est pas moins présente dans le premier qui peut simplement vouloir dire « arrêter avec une lance ».
S'agissant d'une interprétation linguistique, aucune preuve concluante n'est donnée pour l'une ou l'autre des interprétations. Compte tenu que d'une part, l'interprétation dans le sens de stopper ne se trouve principalement que dans le milieu des arts martiaux, que d'autre part, que la théorie « hokodome » ne permet pas de déduire un sens pacifique à ce caractère, et qu'enfin ce caractère date du Moyen Âge chinois, il est plus raisonnable d’accepter son sens « militaire » et « agressif » que de tenter d'appliquer une démarche scientifique de recherche biaisée par la morale contemporaine.
Par souci de rigueur, nous admettrons donc que « Bu » signifie tout simplement « guerre », une interprétation plus en accord avec la logique guerrière d'époque.
Cette erreur est si courante que l'un des dictionnaires de kanji japonais les plus célèbres, le Gendai Kanjigo Jiten, fait mention à la définition de ce kanji de cette théorie en tant qu'erreur d'interprétation.

## Citation
« Dans les budō, il a toujours été communément admis qu'il est très important d'étudier auprès de vieux maîtres dans la mesure où les personnes plus âgées n'ont pas l'énergie pour faire des mouvements inutiles. Ils réalisent des techniques avec le minimum d'énergie nécessaire. Les vieux maîtres effectuent les techniques de manière raisonnable. Il en va de même pour les kata wado-ryu. »
— Shingo Ohgami